# 出津西
出津西（でづにし）は、千葉県市原市の五井地区にある町丁。現行行政地名は出津西一丁目。郵便番号は290-0042。

## 概要
千葉県市原市の五井地区にある町丁である。千葉県の市原特別工業地区第一土地区画整理事業によって、高度な工業地域として計画的な利用が図られている地区である。

## 地理

### 隣接町丁字
北から西にかけては玉前西、東は玉前、東から南にかけては五井西、南は松ケ島と接する。

## 歴史

### 沿革
- 1963年（昭和38年）5月1日 - 市原市市制施行に伴い市原市五井地区の一部となる[7]。

## 世帯数と人口
2023年（令和5年）4月1日現在の世帯数と人口は以下の通りである。
| 町丁字       | 世帯数 | 人口 | 人口 | 人口  | 人口     | 人口     | 人口 | 人口   | 世帯人員 |
| 町丁字       | 世帯数 | 総数 | 若年 | 若年  | 生産年齢 | 生産年齢 | 老年 | 老年   | 世帯人員 |
| ------------ | ------ | ---- | ---- | ----- | -------- | -------- | ---- | ------ | -------- |
| 出津西一丁目 | 4世帯  | 6人  | 0人  | 0.00% | 5人      | 83.33%   | 1人  | 16.67% | 1.50人   |

## 通学区域
市立小学校・市立中学校と県立高等学校の通学区域は以下の通りである
| 町丁字       | 番地 | 小学校             | 中学校             | 県立高校 |
| ------------ | ---- | ------------------ | ------------------ | -------- |
| 出津西一丁目 | 全域 | 市原市立京葉小学校 | 市原市立五井中学校 | 第9学区  |